# 蒂鲁韦奈纳卢尔
蒂鲁韦奈纳卢尔（Thiruvennainallur），是印度泰米尔纳德邦Viluppuram县的一个城镇。总人口8517（2001年）。

## 人口
该地2001年总人口8517人，其中男性4292人，女性4225人；0—6岁人口1055人，其中男606人，女449人；识字率68.40%，其中男性为77.21%，女性为59.46%。